# Bidente-Ronco
Il Bidente - Ronco è un fiume che sviluppa il suo bacino idrografico nelle province di Forlì-Cesena e Ravenna, nell'Appennino tosco-romagnolo, da tre diversi rami del Bidente.
È lungo 82 km.

## Percorso
Lungo il suo corso, appena giunto in pianura, il Bidente bagna il paese di Meldola; da questo punto, e più precisamente all'altezza del ponte dei Veneziani, assume la denominazione di Ronco.
Prima di arrivare alla città di Forlì, tra le località di Selbagnone e di Magliano, attorno al suo corso si trova un'area naturale, annoverata fra i Siti di Importanza Comunitaria: i «Meandri del Fiume Ronco», estesa per 232 ettari.
Arriva poi a est di Forlì ed attraversa una frazione, ormai divenuta a tutti gli effetti un quartiere, che prende il nome dal fiume stesso, Ronco. Poi lambisce tutto il lato est di Forlì, prima di dirigersi verso Ravenna.
Uscito da Forlì, il fiume prosegue la sua corsa completamente canalizzato e costeggiato dalla Statale Ravegnana. Giunge così a sud della città bizantina, dove si unisce con il fiume Montone andando a formare i Fiumi Uniti.

## La diga di Ridracoli
Sul Bidente di Ridracoli si trova l'invaso artificiale costruito a partire dal 1982 a monte del paese di Ridracoli, nel comune di Bagno di Romagna. Completata nel 1982, la diga ad arco-gravità ha un'altezza di 103,5 metri e una larghezza di 432 metri. Crea un lago di circa 100 ettari per una capienza di 33 milioni di metri cubi d'acqua. È al servizio dell'Acquedotto della Romagna per dissetare 48 comuni romagnoli più San Marino.

### Storia
La diga ripercorre un tracciato molto antico. Infatti, già nel I secolo, sotto l'imperatore Traiano, fu realizzato un acquedotto che attingeva l'acqua dal Bidente e la portava fino a Ravenna. L'infrastruttura, lunga 50 km, iniziava nei pressi di Meldola.
Quattro secoli dopo fu Teodorico a ridare vita all'acquedotto romano. Successivamente l'opera cadde in disuso a causa delle guerre e della subsidenza del terreno. Nel XII secolo le rovine dell'acquedotto romano sprofondarono nel terreno creando un'infossatura. Lo spazio, probabilmente in seguito a una rotta, fu riempito dal Bidente che assunse così il caratteristico andamento rettilineo nel suo tratto pianeggiante. Dopo la sua nuova inalveazione, il fiume assunse il nome di Aqueductus.

## Galleria d'immagini

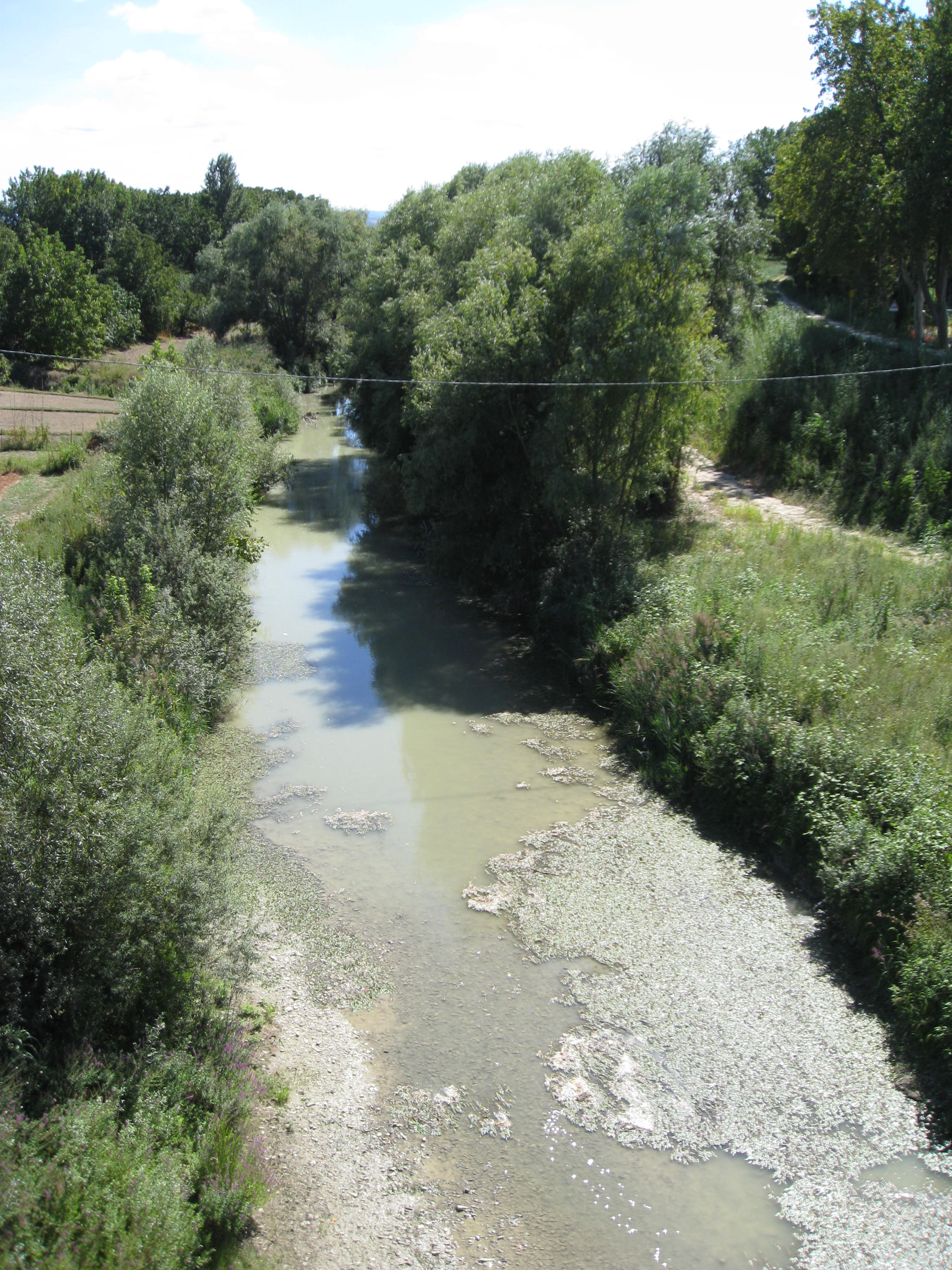
Il fiume presso il quartiere Ronco di Forlì
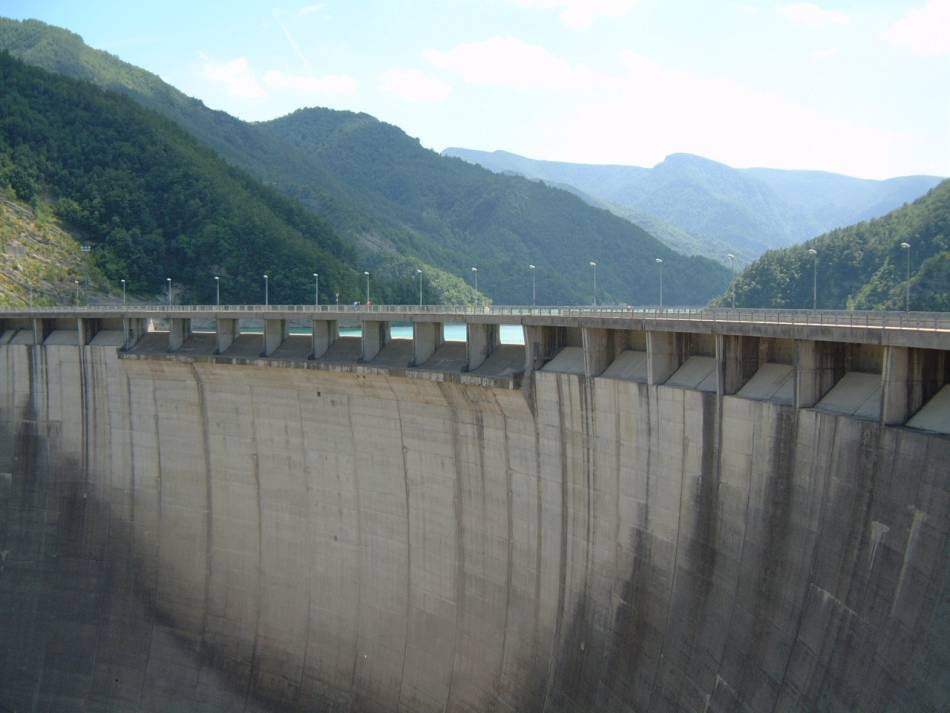
La Diga di Ridracoli

## Le tranvie a vapore
Lungo le strade che discendevano la valle furono attive, fra il 1881 e il 1930, le due linee tranviarie Forlì-Meldola e Forlì-Ravenna; esse rappresentarono all'epoca un importante volano per lo sviluppo delle zone attraversate.